# Crawling in the Dark
«Crawling in the Dark» (с англ. — «Пробираясь в темноте; Ползущий в темноте») — песня американской рок-группы Hoobastank, самый первый их выпущенный сингл с дебютного альбома Hoobastank.

## Характеристика
Несмотря на хитовость композиции, её инструментальная составляющая довольно однообразна — в куплете трёх-аккордная соло-партия с атмосферным эффектом от примочки, местами опрятно сделанный звук перегрузки дисторшна, и в припеве двух-аккордный ню-метал, разбавленный очень тихой соло-партией. Главный козырем песни является качественный вокал и интонационно лирический мотив. Таким образом, вокальная партия в данной стилистике станет визитной карточкой группы.
Текстовая составляющая в принципе не отличается от классических песен Hoobastank — группа выберет темой своих песен любовь и страдания, не неся при этом глубокой смысловой нагрузки. В «Crawling in the Dark» поётся о скитаниях героя в тёмной пустоте своих мыслей, в которых он не может найти ответы на терзающие его вопросы, которые, впрочем, в тексте песни не оговариваются.

## Успех
Композиция добилась коммерческого успеха, попав в чарты Billboard Hot 100 и UK Singles Chart. Также сингл добрался до #3 в Modern Rock Tracks и #7 в Mainstream Rock Tracks.
22 апреля 2002 года сингл был переиздан.

## Список композиций
| №  | Название               | Длительность |
| -- | ---------------------- | ------------ |
| 1. | «Crawling in the Dark» | 2:55         |
| 2. | «Pieces»               | 3:19         |
| 3. | «Losing My Grip»       | 3:57         |

| №  | Название                           | Длительность |
| -- | ---------------------------------- | ------------ |
| 1. | «Crawling in the Dark»             | 3:00         |
| 2. | «Crawling in the Dark (acoustic)»  | 3:08         |
| 3. | «Pieces»                           | 3:19         |
| 4. | «Losing My Grip (Spare Recording)» | 3:55         |

## Саундтреки
В 2002 году «Crawling in the Dark» попала в рекламу напитка Mountain Dew с участием Ченнинга Татума. Также песня вошла в саундтреки к видеоиграм Karaoke Revolution, MLB Slugfest 2004 и Aggressive Inline.
Песня была включена в саундтрек к фильму «Роллербол» (премьера — 8 февраля 2002).

## Чарты
| Чарт                            | Позиция |
| ------------------------------- | ------- |
| U.S. Billboard Hot 100          | 68      |
| U.S. Hot Mainstream Rock Tracks | 7       |
| U.S. Hot Modern Rock Tracks     | 3       |
| UK Singles Chart                | 26      |